# ماکسیم پتیه
ماکسیم پتیه (انگلیسی: Maxime Pattier؛ زادهٔ ۱۲ فوریهٔ ۱۹۹۶) بازیکن فوتبال اهل فرانسه است.
از باشگاه‌هایی که در آن بازی کرده‌است می‌توان به باشگاه فوتبال رن اشاره کرد.